# Патрия (бронепалубный крейсер)
«Патрия» — (исп. Patria — Отечество, Родина) бронепалубный крейсер ВМС Аргентины конца XIX века. Построен в единственном экземпляре на верфи фирмы Samuda & Bross Лондон, Великобритания. Цена постройки составила 87 000 фунтов стерлингов. Являлся увеличенным вариантом торпедной канонерской лодки «типа Дрияд»

## Проектирование и постройка
Построен английской фирмой Laird Brothers на верфи «Cammel» города Birkenhead. Строительство корабля было начато в 1893 году и завершено в 1894 году.
В том же году он отплыл из Англии в ноябре и прибывает в Аргентину в следующем месяце.

## Служба
Введен в эксплуатацию в 1895 году. Списан в 1927 году